# 더 블러드 오브 지저스
더 블러드 오브 지저스(The Blood of Jesus)는 미국에서 제작된 스펜서 윌리엄스 감독의 1941년 드라마, 판타지 영화이다.
이 영화는 성공적이었으며 1991년에 문화적, 역사적, 미적 중요성으로 인해 미국 의회도서관에 의해 미국 국립영화등기부의 보존물로 선정되었다.